# Халдеевка
Халдеевка — деревня в Омском районе Омской области России. Входит в состав Петровского сельского поселения.
Место компактного расселения российских немцев. Население 200 чел. (2010) .
Основана в 1910 году 

## История
Бывшее меннонитское село, основано на месте заимки торговца овощами арендатора Ефима Халдеева, название деревни по его фамилии. На доме была вывеска" сия заимка принадлежит Ефиму Халдееву 1816 г "   Первые переселенцы прибыли в 1905 году: Корней Васильевич Унру, Давыд Васильевич Унру, Андрей Корнеевич Варкентин. Эзау из Крыма впервые приехавшие на это место в 1907 году. Первый деревянный дом построил Варкентин в 1910 г.  До 1917 года в составе Бородинской волости Тюкалинского уезда Тобольской губернии. В 1928 г. посёлок Халдеевка состоял из 15 хозяйств, основное население — немцы. В составе Трусовского сельсовета Бородинского района Омского округа Сибирского края.
В соответствии с Законом Омской области от 30 июля 2004 года № 548-ОЗ «О границах и статусе муниципальных образований Омской области» деревня вошла в состав образованного муниципального образования «Петровское сельское поселение».

## Население
| 2006 | 2010 |
| ---- | ---- |
| 252  | ↘200 |

Гендерный состав
По данным Всероссийской переписи населения 2010 года в гендерной структуре населения из 200 человек мужчин — 93, женщин — 107	(46,5 и 53,5 % соответственно)
Национальный состав
В 1928 г. основное население — немцы.
Согласно результатам переписи 2002 года, в национальной структуре населения русские составляли 49 %, немцы	27 % от общей численности населения в 248 чел..